# 鈴木光裕
鈴木 光裕（すずき みつひろ、1956年7月18日 - ）は、ボイスワークスに所属するフリーアナウンサーで、らくてんみやぎのエフエム（Rakuten.FM TOHOKU）の編成・制作部長。

## 来歴・人物
宮城県の出身で、東北学院大学法学部法律学科卒業後の1979年に、アナウンサーとして福島テレビへ入社。1982年から1983年までは、当時開局したばかりのテレビ大阪に、契約アナウンサーとして所属していた。
1984年に東海ラジオへ移籍してからは、主にスポーツ中継の実況・リポートを担当。現在の妻は、当時の同僚（アナウンサーの小椋みどり）である。
1991年に文化放送へ移籍してからは、スポーツアナウンサーとしての活動を継続しながら、平日の生ワイド番組（『くにまるワイド ごぜんさま〜』」『吉田照美のやる気MANMAN!』など）のパーソナリティ代理に起用されることも多かった。
2007年1月から半年間スポーツ部で部長を務めた後に、同年7月からアナウンス部に復帰。この時期には、スポーツ関連以外の番組に出演していた。
2008年7月から報道制作部へ異動したことを機に、報道記者として『ニュース・パレード』に出演。2010年12月の部署再編で、報道制作部と編成局スポーツ部の統合によって誕生した編成局報道スポーツ制作部へ配属したことに伴って、2011年5月20日からプロ野球中継での実況を再開した（スポーツ部から制作部へ異動した上野智広の後任扱い）。
2016年の誕生日で文化放送の定年（60歳）に達したことから、2017年3月1日付で同局を退職。これを機に、フリーアナウンサーへ転身した。
スポーツアナウンサーとしては、ロサンゼルス・ドジャースの野茂英雄によるMLBデビュー戦（1995年）からリトルリーグに至るまで、野球中継で1000以上の試合の実況を担当。日本シリーズの中継で優勝決定の瞬間を5回、NPB公式戦の中継でノーヒットノーラン達成の瞬間を4回伝えている。その一方で、野球以外にも、30以上の種目（サッカー・ラグビー・陸上競技・バレーボール・バドミントン・バスケットボール・競馬・競艇・競輪・駅伝・マラソン・相撲・リュージュ・スケルトン・ボブスレー・ボクシング・陸上競技など）で実況や取材に従事。文化放送時代の1996年には、同局からアトランタオリンピックのジャパンプールに中継の実況要員として派遣されると、男子サッカーグループリーグD組第1戦のラジオ中継で「マイアミの奇跡」（日本代表がブラジル代表に1 - 0のスコアで勝利したシーン）を伝えた。文化放送を退職後の2018年に開かれた平昌オリンピックでも、J-COM向けのリュージュ・スケルトン・ボブスレー中継で実況を担当している。
また、フリーアナウンサーへの転身を機に、Rakuten.FM TOHOKU（地元の宮城県に東北楽天ゴールデンイーグルスが設立したコミュニティFM局）でも楽天戦中継の実況を担当してきた。2019年1月から、同局の編成・制作部長に就任。同年には楽天球団の本拠地である楽天生命パークでフレッシュオールスターゲームが開かれたことから、編成・制作の統括責任者として、日本国内のコミュニティFM局としては初めての同ゲーム実況中継を実現させた。その一方で、部長就任後も、楽天戦中継の実況を随時担当。Rakuten.FM TOHOKU以外のメディアでも、スポーツ中継・関連番組への出演を続けている。

## 現在の担当番組
- 箱根駅伝実況中継（文化放送制作分、同局のアナウンサー時代から中継所のリポートを担当）
- プロ野球ニュース（フジテレビONE）
- LIONS BASEBALL L!VE（フジテレビTWO、埼玉西武球団制作）
- NACK5 SATURDAY&SUNDAY LIONS（FM NACK5、1991年・2022年〜）
- J SPORTS STADIUM（J SPORTS、東北楽天球団制作）
- EAGLES BASEBALL GAMESHOW（Rakuten.FM TOHOKU）
- BS12プロ野球中継 OVER THE TOP!（TwellV）
- ラジワシイーグルス（Rakuten.FM TOHOKU）
- TBCパワフルベースボール（東北放送ラジオ。ベンチリポート中心）

## 過去の担当番組

### 文化放送からの定年退職後
- スポナビライブ - サービス終了に伴い担当終了
- 鈴木光裕のField Of Dreamsを探して（Rakuten.FM TOHOKU）
- Night891/Day891（Rakuten.FM TOHOKU）

### 文化放送時代
- 文化放送ホームランナイター - 退職後も2017年シーズンまで実況担当
- 文化放送ライオンズナイター - 退職後も2017年シーズンまでスタジオ担当として出演
  - 文化放送制作のプロ野球中継については、2020年時点でも系列局向けの裏送り中継に限定して担当することがある。
- バクバクナイト おとな食べちゃうぞ（1991年10月～1992年3月、月曜日～金曜日夜8時～9時30分 ナイターオフ時期に放送された、小中学生対象の夜ワイド番組）
- ラジオふるさと便（2007年10月～2008年3月、毎週日曜日19:00～20:00） - 太田英明アナウンサーに代わって、2代目パーソナリティとして担当。
- くにまるワイド ごぜんさま〜（2007年7月2日～2008年9月26日、「文化放送ニュース（9時、10時）」担当。同番組では以前、スポーツレポートの際には「ピンクプードル」の愛称が付けられていた）
- 玉川美沙 たまなび　-白井静雄に代わり、「オヤジ魂」のコーナー（菅野詩朗と隔週交代）と「クイズ5パーソンズ」（~2009年4月3日）「クイズ5パーソンズ2」（2009年4月6日~）のヒントを担当。
- 東尾修・理子のおうちにおいでよ（毎週日曜日17:40～18:00） ※ナイターシーズン中は、毎週月曜日18:45-19:00（2008年9月まで担当。番組自体は、2009年3月で終了）
- 宏子先生の動物クリニック（2007年10月7日～2012年12月30日）
- ニュース・パレード - 報道記者としての出演
- 吉田照美　ソコダイジナトコ（2010年4月5日〜2013年3月29日　毎週月曜7:15〜7:25頃　「7時の情報デリバリー」月曜　ソコトコ スポーツ担当として、不定期出演）
- 菅野しろうのアナログ情報バラエティ　しろバラ（2010年4月5日～2011年3月31日、火曜日～金曜日　20時13分～20時25分頃）-番組内のコーナー「こちら　文化放送報道部　ニュース最前線」に、不定期出演
- ボートレースラジオ実況中継 - 現在は高橋将市・寺島啓太・土井悠平が担当

### 東海ラジオ時代
- 東海ラジオ ガッツナイター  (1984年～1990年)

### テレビ大阪時代
- スポーツTODAY（1982～83年） - テレビ大阪担当分の初代キャスター

## 補足
- かつては「吉田照美のやる気MANMAN!」や野村邦丸担当の平日帯ワイド番組のピンチヒッターとして出演する機会があったが、報道制作部へ異動してからは、報道記者としての出演が多かった。
- A＆G番組への出演も時々ある（2008年4月〜9月放送の「進め!狂乱電波日記」や2009年（平成21年）6月12日放送「A&G GAMEMASTER GT-R」の特集コーナー冒頭ナレーションなど）。
- 近年、西武戦で達成したノーヒットノーラン(渡辺久信、エルビラ、岸孝之)はいずれも鈴木光裕アナ実況時に達成している。その他に中日の山井が達成した試合や、西口文也や菊池雄星の未遂試合も実況している。